# Anathallis montipelladensis
Anathallis montipelladensis é uma espécie de  planta do gênero Anathallis e da família Orchidaceae.

## Taxonomia
A espécie foi descrita em 2002 por Fábio de Barros.
Os seguintes sinônimos já foram catalogados:  
- Pleurothallis montipelladensis  Hoehne
- Specklinia montipelladensis  (Hoehne) Luer

## Forma de vida
É uma espécie epífita e herbácea.

## Conservação
A espécie faz parte da Lista Vermelha das espécies ameaçadas do estado do Espírito Santo, no sudeste do Brasil. A lista foi publicada em 13 de junho de 2005 por intermédio do decreto estadual nº 1.499-R.

## Distribuição
A espécie é endêmica do Brasil e encontrada nos estados brasileiros de Bahia, Espírito Santo, Minas Gerais, Mato Grosso e São Paulo.
A espécie é encontrada nos  domínios fitogeográficos de Caatinga, Cerrado e Mata Atlântica, em regiões com vegetação de campos rupestres, mata ciliar, floresta estacional semidecidual e floresta ombrófila pluvial.